# عمال وموارد: جمهورية سوفيتية
عمال وموارد: جمهورية سوفيتية (الإنجليزية: Workers & Resources: Soviet Republic) هي لعبة تحاكي بناء المدن والمقاولات والإدارة طورت وأصدرت من قبل أستوديو تطوير ألعاب 3Divsion , يمكن لعبها من لاعب واحد فقط وليس لها نهاية.

## وصف اللعبة وبعض ميكانيكيات اللعب.
يبدأ اللاعب باختيار مستوى الصعوبة بشكل مرن ليؤثر اختيار الصعوبة على مقدار التعقيد فكلما زادت الصعوبة زادت التعقيدات والتفاصيل في المحاكاة. فيمكن للاعب ان يمكن أو يعطل محاكاة الكهرباء والتدفئة للمباني أو متطلبات المحروقات للمركبات المتنوعة أو جعل النظام التعليمي معقد (حيث لا يمكن للأباء الذهاب للعمل بدون مدارس رياض الأطفال).
بناء المباني يتم إنجازه من خلال المال لتبنيه دول أجنبية بالروبل لدول حلف وارسو أو بالدولار لدول حلف الناتو (الغرب) بينما يوجد خيار اخر أكثر واقعية من خلال مكاتب البناء تختلف الأسعار بناء على موقع المبنى كلما كان المبنى قريب لحدود وارسو مثلا أصبح سعر الإنجاز اقل بينما العكس تماما لدول الغرب.
الموارد يتم انتاجها أو استخراجها داخل الجمهورية أو شرائها من الخارج اما من دول حلف وارسو أو الغرب تختلف الأسعار من كل منفذ وتختلف لكل صنف كما تختلف أيضا تكاليف التوصيل أو الشحن بناء على موقع التخزين للموارد المشتراه، يمكن للجمهورية توصيل الموارد المشتراه بنفسها اما بمد سكك حديدية أو إرسال الطائرات أو عبر الشاحنات من المنافذ الحدودية، وبنفس الطريقة يمكن أيضا بيع الموارد لدول حلف وارسو أو الغرب كما هي نفس الميكانيكيات بينما الفرق الجوهري انه لا يمكن بيع الموارد بدون توصيلها لكل من المنافذ بينما يمكن بيع المركبات المختلفة مثل الطائرات وهي في موقعها بسعر اقل ولبيعها بسعرها الكامل يجب توصيلها للعميل.

## التعليم
في التعليم المعقد يجب بناء مدارس رياض الأطفال ثم سيتدرج الطلبة من مرحلة تعليمية إلى أخرى متنقلين فيها عبر المدارس المختلفة المتاحة لهم في المنطقة فينقسم السكان حسب التعليم إلى
| المستوى | شعار المستوى | وصف المتسوى التعليمي                                |
| ------- | ------------ | --------------------------------------------------- |
| أميين   |              | لا يجيدون القراءة والكتابة                          |
| أساسي   |              | يجيدون القراءة والكتابة والعمليات الحسابية الأساسية |
| عالي    |              | يجيدون القراءة والكتابة والحساب ولديهم تعليم جامعي  |

يمكن استقبال المهاجرين الأجانب ممن هم من التعليم الأساسي واستقطاب ذوي الخبرة وهم حاصلين على تعليم عالي.

## الصحة
يصاب السكان بالجمهورية بالأمراض كما يصاب أيضا العمال بالعمل ويحتاجون إلى العلاج قبيل عودتهم إلى العمل أو ممارسة المهام الموكلة اليهم.
بناء الجامعات الطبية يرقي الطلاب ذوي التعليم الأساسي إلى التعليم العالي لكي يصبحوا قادرين على العمل كأطباء في المستشفيات التي يتم بناؤها، تختلف المستشفيات المتوافرة لديك (بعد تعديل اللعبة مثلا) بالطاقة الإستيعابية القصوى وعدد سيارات الإسعاف كذلك كما يمكنك تزويد المستشفى بالإسعاف الجوي ببناء موقف مخصص للطائرات عمودية ملاصقا لخلفية المبنى، هنالك احتمالية لحدوث جائحة تؤثر على عدد المصابين والأسعار للمنتجات المستوردة.
النظام الصحي الجيد يخفف من اعراضها.

## الدفاع المدني
بناء على مستوى الصعوبة يمكن تعطيل إمكانية حدوث حريق أو جعل نسب الحدوث طبيعية أو عالية، لإطفاء الحرائق أنت بحاجة إلى محطات اطفاء الحريق (الدفاع المدني) كما يلزم تزويدها بسيارات الحريق والاطفائيين ويمكن للإطفائيين ان يكونوا من التعليم الأساسي ولا يحتاجون إلى تعليم عالي. كما هو الحال مع المستشفيات يمكن تزويد محطات الإطفاء بطائرات عمودية بنفس الطريقة.
الحرائق توقف عمل المبنى أو تدمره تماما كما انها تتسبب بزيادة الإصابات أو الوفيات. كلما كبر الحريق وتأخرت فرق الإطفاء كلما انتشر الحريق واصبح اطفاؤه أصعب.

## القانون ووكالات انفاذه
يتكون النظام القانوني والأمني باللعبة من 3 مراحل:
1. وكالات إنفاذ القانون (مراكز الشرطة): حيث تكون مسؤولة عن القبض عن المجرمين واحضارهم للعدالة ويلزم تزويدها بسيارات الشرطة وضباط شرطة.
2. المحكمة: ينتقل المجرمين بعد التحقيق معهم وتثبيت التهم عليهم إلى محكمة المدينة التي قبض عليه فيها ثم يتم محاكمته، القضاة هم من التعليم العالي كما يلزم تزويدهم بضباط شرطة.
3. السجن: ينتقل المجرمين المحكوم عليهم إلى السجن الذي يحتاج إلى التزويد بالمؤونة الأساسية مثل الاكل والملابس بالإضافة إلى امري السجن والعاملين فيه لتنظيمه.

كما تختلف شدة الجرائم المرتكبة إلى 3 مراحل:
1. جريمة طفيفة: حيث يتم التحقيق والحكم فيها بشكل سريع
2. جرمة متوسطة: يتم التحقيق والحكم فيها بشكل أبطأ.
3. جريمة شديدة الخطورة: يتم التحقيق والحكم فيها خلال وقت طويل

يمكن للاعب تغيير مدة الحكم بالسنوات حسب نوع الجريمة هذا يؤثر بالطبع على التكدس بالسجون.

## الشحن والحدود والبناء والاقتصاد
عند بناء كل مبنى أو شارع أو سكة حديدية يمكن اختيار اما البناء بالدولار أو الروبل أو بناؤها عبر مكاتب بناء محليا. مكاتب البناء تحتاج إلى موارد بناء على نوع المبنى.
يجب عليك الموازنة بين المشتريات والصادرات لكل عملة بالتصدير إلى منفذها الحدودي، مثل تصدير طن من البلاستيكيات إلى منفذ غربي فإن سعره يختلف ويتعامل بالدولار اما منافذ حلف وارسو فأيضا لها سعر مختلف وتتعامل بالروبل.
لبيع أي منتج يجب عليك شحنه إلى المنفذ الحدودي المختار اما عبر البحر أو الجو أو السكك الحديدية أو الشاحنات، كما يمكنك بعد بيع أي منتج من شراء منتج من نفس المنفذ لتتجنب رسوم الشحن.
كما تتغير أسعار المنتجات تبعا للأحداث العالمية مثل حدوث جائحة أو انتشار مرض عالمي أو حدث اقتصادي عالمي يحدث فيه مثلا ارتفاع لأسعار النفط أو انخفاض في سلع أخرى، تحدث تلك الاحداث بنسبة عشوائية نادرة.
|  |  |

## الكهرباء
بناء على مستوى الصعوبة قد تحتاج إلى توصيل المباني بالكهرباء، يمكن إنتاج الكهرباء محليا عبر محطات إنتاج الكهرباء اما الحرارية أو النووية أو العاملة بالنفط أو الفحم كما من الممكن شراء الكهرباء وتوصيله من المنافذ الحدودية تحتاج إلى مكثفات وموزعات ومحولات وشبكة متكاملة لإنتاج الكهرباء للإعتماد عليها حيث لا يمكن للمصانع أنت تعمل بدون كهرباء كما ان لكل من المحطات الفرعية (الموزعات) أو المحطات نفسها حمل كهربائي مخصص لها وقدرة استيعابية يجب اخذها بالحسبان كما انك ملزم بإيصال الوقود لكل منها على حدة أو شراؤه من أحد المنافذ.

## التدفئة
بناء على مستوى الصعوبة أو تمكين تعاقب الفصول الأربعة تختلف درجات الحرارة في الشتاء ستكون بحاجة إلى تدفئة المباني كما هو الحال مع الكهرباء يوجد محطات مختلفة.

## المحروقات
بناء على مستوى الصعوبة قد تحتاج إلى تزويد الشاحنات والطائرات وسيارات المواطنين وكل المعدات (ماعدا الرافعات الشوكية) بالوقود يمكنك بناء محطات وقود وشراء الوقود جاهزا من المنافذ أو بناء مصفاة نفطية وشراء النفط من المنافذ ثم تكريره لخلق وظائف وتقليل التكاليف أو من الممكن أيضا استخراج النفط في حال توافره ثم تكريره واستخدامه أو بيعه.

## إمكانية التعديل
قام مطوري اللعبة بدعم منشئي التعديلات على اللعبة فيمكن لأي شخص إنشاء مصنع خاص، سيارة، شاحنة، طائرة أو أي معدة أخرى ويوجد أدوات لإنشاء مباني خاصة يمكن من خلالها تصدير هذا التعديل إلى ستيم وورك شوب ليستعملها لاعبون اخرون هذا يجعل خيارات اللاعب أكبر ويمكنك من تغيير شكل اللعبة واعطاء الجمهورية الخاصة بك رونقها الخاص، كما يقوم المطورين بإنشاء مسابقات لأخذ أفضل النماذج لإدراجها باللعبة الأساسية.
يكون الدعم أيضا بسهولة الوصول إلى ملفات اللعبة الأصلية وإنشاء هيكلة واضحة وسهله للتعديل وهو ما تم باللعبة الفعل.
1. ↑  ستيم، 1.0.0.81، 1.0.0.82، 12 سبتمبر 2003، QID:Q337535